# Alferiusz
Alferiusz (ur. 930 w Salerno, zm. 12 kwietnia 1050 w Clava) – święty katolicki, opat.

## Życiorys
Życiorys tego świętego pochodzi z XIII wieku i mówi on, iż św. Alferiusz pochodził z Salerno, gdzie był doradcą księcia Guaimaria (Guaimario III di Salerno). Odbył podróże po Francji i Niemczech. W czasie choroby ślubował wstąpić do zakonu. Był następnie uczniem św. Odylona i z jego rąk otrzymał habit w klasztorze w Cluny. Kiedy powrócił do Italii w 980 roku zbudował klasztor w Clava. Według innych źródeł został wezwany do Salerno aby zreformować istniejące w Clava opactwo. Uważany jest za pierwszego opata tego ośrodka reformy kluniackiej.
Zmarł ponoć w wieku 120 lat. Jego wspomnienie obchodzone jest 12 kwietnia.
W ikonografii przedstawiany jest w habicie mniszym. Jego atrybut to model opactwa nawiązujący do reformatorskiej działalności świętego w opactwie Cava dei Tirreni.